# Чебикіна Тетяна Геннадіївна
Тетяна Геннадіївна Чебикіна (рос. Татьяна Геннадьевна Чебыкина; у шлюбі — Матюхіна (рос. Матюхина); нар. 22 листопада 1968) — радянська та російська легкоатлетка, яка спеціалізувалася на бігу на короткі дистанції.
На внутрішніх змаганнях в СРСР (пізніше — Росії) представляла Москву.
Чоловік — Микола Матюхін (нар. 1968) — російський легкоатлет, срібний призер чемпіонату світу з ходьби на 50 кілометрів (1999).

## Спортивні досягнення
Фіналістка (5-е місце) олімпійських змагань з естафетного бігу 4×400 метрів (1996).
Чемпіонка світу (1999) та срібна призерка чемпіонату світу (1995) з естафетного бігу 4×400 метрів.
Триразова чемпіонка світу в приміщенні з естафетного бігу 4×400 метрів (1995, 1997, 1999).
Бронзова призерка чемпіонату світу серед юніорів з естафетного бігу 4×400 метрів (1986).
Чемпіонка Універсіади з естафетного бігу 4×400 метрів (1995). Срібна призерка Універсіади з бігу на 400 метрів (1995).
Бронзова призерка чемпіонату Європи в приміщенні з бігу на 400 метрів (1996).
Була першою на трьох Кубках Європи з естафетного бігу 4×400 метрів (1995, 1998, 1999).
Чемпіонка Росії з естафетного бігу 4×400 метрів (1995, 2000). Срібна призерка чемпіонатів Росії з бігу на 400 метрів (1995, 1997) та естафетного бігу 4×400 метрів (1997).
Чемпіонка Росії в приміщенні з бігу на 400 метрів (1995). Срібна призерка чемпіонату Росії в приміщенні з бігу на 400 метрів (1999).

## Визнання
- Заслужений майстер спорту Росії